# La Condamine (Monaco)
La Condamine (in monegasco A Cundamina, in italiano La Condamina) è il secondo più antico quartiere del Principato di Monaco dopo Monaco Vecchia e uno dei suoi quattro quartieri principali. La Condamine storica è divisa in quattro distretti: la Condamine, Les Révoires, Moneghetti e il Ravin de Sainte-Dévote 
Il nome si originò nel Medioevo e significa "terra coltivabile ai piedi del castello". Oggi nel distretto si trova il porto (Port Hercule), la sede dello Yacht Club de Monaco e un importante centro finanziario. La Condamine è inoltre percorsa da una parte del Gran Premio di Monaco di Formula 1.

## Geografia fisica
Il quartiere occupa una piccola valle che era attraversata dal viadotto ferroviario (oggi la ferrovia passa in galleria) che è diventato una strada di collegamento tra il quartiere e Montecarlo.

## Storia
La costituzione monegasca del 1911 creava tre comuni: La Condamine era allora uno dei tre comuni del Principato. È lì che Fernand Forest morì nel 1914. Un unico comune fu ristabilito nel 1918.

### Leggende
Santa Devota fu martirizzata in Corsica nel III secolo. Secondo la tradizione, la barca che doveva portare il suo corpo in terra africana, fu colta dalla tempesta, una colomba la guidò poi verso la sponda europea e approdò a Monaco. Nel Medioevo le reliquie della santa furono trafugate e portate via in barca. Ma quando i criminali sono stati catturati, la loro barca è stata bruciata. Nasce così la cerimonia che si celebra il 26 gennaio di ogni anno e durante la quale una barca viene bruciata sul piazzale antistante la chiesa votiva. Il giorno successivo si svolge un'imponente processione.

## Monumenti e luoghi d'interesse
- Chiesa di Santa Devota intitolata alla patrona di Monaco.
- Porto d'Ercole, insenatura naturale che funge da principale scalo portuale del principato monegasco.

## Società

### Evoluzione demografica
Abitanti censiti